# 赤土国
赤土国（赤土國、せきどこく）は、7世紀に東南アジアにあったとされる仏教王国。

## 概要
赤土国の記述は、中国史書の『隋書』南蛮伝や『北史』四夷伝中に見える。赤土国は扶南国の別種とされる。南海の中にあり、中国から水行100日あまりでその都に到着したという。土の色が赤味を帯びていたため、赤土国と号した。赤土国の東には波羅剌国、西には婆羅娑国、南には訶羅旦国があり、北は大海で隔てられていた。その国土は数千里四方であった。赤土国の王の姓は瞿曇（ガウタマ）氏といい、名を利富多塞といった。王の父が王位を退いて出家したため、王位は利富多塞に伝えられた。その在位16年であった。王には3人の妻があり、いずれも隣国の王の娘であった。王は僧祇城を居城としており、その門は三重で、おのおの100歩ばかり離れていた。門にはそれぞれ飛仙・仙人・菩薩の像が描かれていた。赤土国の官には薩陀迦羅1人・陀拏達叉2人・迦利密迦3人があり、ともに政事をつかさどった。倶羅末帝1人があり、刑法をつかさどった。城ごとに那邪迦1人と鉢帝10人があった。
国民の風俗としてみな耳に穴を空け、髪をざんばら切りにしており、香油を身体に塗っていた。仏教を崇敬し、バラモンを最も重んじていた。婦人はうなじの後ろで髪のもとどりを結んだ。男女とも朝霞や朝雲の雑色布を衣とした。父母や兄弟が死ぬと髪を剃って簡素な服を着用させ、水上に竹木で棚を作り、棚には薪を積んで、遺体をその上に置いた。焼香して旗を立て、法螺貝を吹いて鼓を打ち、火が薪を焼き尽くして水に落ちるに任せ、死者の霊を送った。貴賤かかわりなく同様の葬礼であったが、ただ国王のみは遺灰を金瓶に入れられて、廟屋に納められた。夏も冬も常温で、雨が多く晴れの日が少なかった。特に稲・クロキビ・白豆・黒麻が栽培された。サトウキビで酒を作り、紫瓜根（ナスの根）を混ぜた。その酒は黄赤色で、美味で香り高かった。またヤシの果実から酒を作った。
隋の煬帝が即位すると、極遠の地に赴くことのできる者を募集した。607年（大業3年）、屯田主事の常駿と虞部主事の王君政らが赤土国への使者として志願した。常駿らは煬帝の命を受けて南海郡から舟で乗りだし、赤土国に向かった。バラモン鳩摩羅に30隻の船で迎えられて入国すると、その王宮に入り、煬帝の詔を赤土国王に伝えた。610年（大業6年）春、常駿は赤土国王子の那邪迦を連れて隋に帰国し、弘農郡で煬帝の謁見を受けた。
常駿らは『赤土国記』2巻を編纂したが、亡失した。